# Vlag van Diever

Vlag van Diever (1974-1998)

De vlag van Diever werd op 28 februari 1974 bij raadsbesluit vastgesteld als de gemeentelijke vlag van de Drentse gemeente Diever. De vlag kan als volgt worden beschreven:
Wit, met een Scandinavisch kruis van rood, waarover een wit versmald Scandinavisch kruis; aan de broeking boven een rood kraaghalskruikje en onder een rood esdoornblad.
De kleuren van de vlag zijn ontleend aan het gemeentewapen, evenals het kruikje en het esdoornblad. Het kruikje verwijst naar de trechterbekercultuur waartoe de plaatselijke bevolking die de hunebedden heeft aangelegd, behoorde. Het esdoornblad verwijst naar de Canadese soldaten die in de Tweede Wereldoorlog het noorden van het land hebben bevrijd.
In 1998 ging de gemeente op in de nieuw gevormde gemeente Westerveld. Hierdoor kwam de gemeentevlag te vervallen.

## Verwant symbool

Wapen van Diever

Anloo 
· Beilen 
· Borger 
· Dalen 
· Diever 
· Dwingeloo 
· Eelde 
· Gasselte 
· Gieten 
· Havelte 
· Nijeveen 
· Norg 
· Odoorn 
· Oosterhesselen 
· Peize 
· Roden 
· Rolde 
· Ruinen 
· Ruinerwold 
· Schoonebeek 
· Sleen 
· Smilde 
· Vledder 
· Vries 
· Westerbork 
· de Wijk 
· Zuidlaren 
· Zuidwolde 
· Zweeloo